# 치비토케주

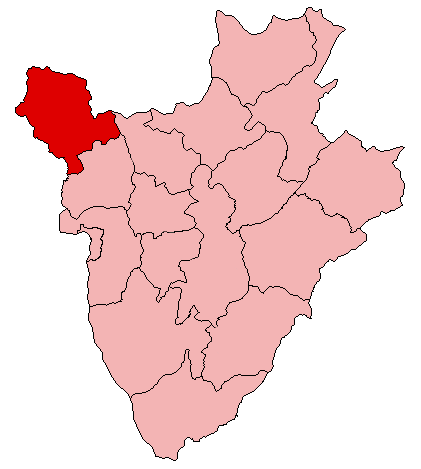
치비토케 주의 위치

치비토케주(Cibitoke)는 부룬디 북서부에 위치한 주로, 주도는 치비토케이며 면적은 1,636km2, 인구는 385,438명(1999년 기준)이다. 남서쪽으로는 콩고 민주 공화국 남키부 주, 북쪽으로는 르완다 서부 주, 동쪽으로는 르완다 남부 주, 북동쪽으로는 카얀자 주, 남동쪽으로는 부반자 주와 접하며 6개 코뮌(부간다, 부키나냐나, 마바이, 무기나, 무르위, 루곰보)을 관할한다.